# Afrixalus fornasini
Afrixalus fornasini és una espècie de granota de la família dels hiperòlids que viu a Kenya, Malawi, Moçambic, Sud-àfrica, Tanzània, Zimbàbue i, possiblement també, a Eswatini.
Està amenaçada d'extinció per la pèrdua del seu hàbitat natural.